# Birkenfeld (Nahe)
Birkenfeld este un oraș din landul Renania-Palatinat, Germania.